# Nyctiophylax amphonion
Nyctiophylax amphonion är en nattsländeart som beskrevs av Malicky och Chantaramongkol 1997. Nyctiophylax amphonion ingår i släktet Nyctiophylax och familjen fångstnätnattsländor. Inga underarter finns listade i Catalogue of Life.